# Thổ thần tập sự
Kamisama Hajimemashita (Nhật: 神様はじめました, Hepburn: Begin life as God, Thổ thần tập sự) là một series truyện tranh manga Nhật Bản của tác giả Julietta Suzuki và được Hakusensha đăng trên tạp chí shōjo manga Hana to Yume. Câu chuyện tập trung vào một cô gái trẻ vô tình trở thành thổ thần sống trong ngôi đền Mikage. Bộ truyện được Viz Media cấp phép phát hành ở khu vực Bắc Mỹ.Anime được hãng TMS Entertainment sản xuất do Akitaro Daichi đạo diễn và bắt đầu phát sóng vào tháng 10 năm 2012. Bộ phim được phát sóng trực tiếp trên kênh Funimation Entertainment tại Bắc Mỹ. Phần hai dự định ra mắt trong tháng 1 năm 2015.

## Cốt truyện
Sau khi cha Nanami đã chạy trốn vì nợ cờ bạc, và Nanami Momozono bị đuổi khỏi căn hộ của mình, cô gặp Mikage, một người đàn ông lạ đang bị chó rượt đuổi. Nanami cứu Mikage thoát khỏi con chó và cô kể cho Mikage hoàn cảnh của mình. Mikage nói rằng sẽ cho cô ngôi nhà của mình và hôn lên trán cô. Nanami quyết định chấp nhận đề nghị này vì cô cũng không còn nơi nào để về nữa. Cô đã đến nơi mà Mikage chỉ dẫn trên giấy và hóa ra đó là một ngôi đền. Hiện lên trước mắt cô là một khung cảnh âm u, kì quái. Cô hoảng sợ chạy vào đền và gần như bị giết bởi Tomoe, người đã luôn chờ đợi và nghĩ rằng Mikage cuối cùng cũng trở về sau 20 năm biến mất. Sau đó Nanami được chào đón bởi Onikiri và Kotetsu - những linh hồn phục vụ cho ngôi đền vì cô là thần thổ địa mới của ngôi đền. Lúc đầu Tomoe không chấp nhận cô và thường chế nhạo cô nhưng Nanami đã chứng minh cô có thể làm một thổ thần. Sau khi trải qua nhiều chuyện Tomoe và Nanami đã yêu nhau. Ở phiên bản anime, câu chuyện kết thúc khi Nanami hoá giải được lời nguyền cho Tomoe. Ở phiên bản manga, hai người sau đó quyết định trở thành con người và sống ở thế giới loài người, câu chuyện kết thúc khi hai người nghỉ công việc hiện tại và chuyển đến sống ở đền Mikage.

## Nhân vật

### Nhân vật chính
Nanami Momozono (桃園 奈々生, Momozono Nanami)
Cô là một cô gái có cha bỏ trốn vì nợ nần cờ bạc chồng chất và sau đó thì bị đuổi ra khỏi nhà. Cô luôn bị bạn bè cùng lớp chế nhạo vì hoàn cảnh nghèo khó của mình. Không lâu sau, cô gặp một người lạ tên Mikage và được đề nghị đến sống tại "ngôi nhà" của ông. Cô khám phá ra rằng ngôi nhà đó thật ra là một ngôi đền ọp ẹp được trông coi bởi linh thần Tomoe và hai người hầu Onikiri và Kotetsu. Cô được kể Mikage thực ra là thổ thần trước đây của đền và bằng cách hôn lên trán cô, Mikage đã cho cô dấu ấn thổ thần ở trên trán. Như vậy Mikage trao cho cô vị trí chủ nhân của ngôi đền và cô là thổ thần mới. Ban đầu cô không có nhiều sức mạnh nhưng cô đã cố gắng rất nhiều để nâng cao sức mạnh của mình. Nanami thích Tomoe và thường khó chịu khi Tomoe đùa bỡn, tán tỉnh phụ nữ khác. Nanami cũng rất yêu trẻ con nhưng mấy đứa trẻ thường khá cảnh giác với cô, sau này cô trở thành một giáo viên mầm non.
Tomoe (巴卫)
Anh là một con yêu hồ tu luyện thành người phục vụ với tư cách là một linh thần cho thổ thần đền Mikage. Trong quá khứ vài thế kỉ trước, anh là một yêu hồ hoang dã và tàn bạo, và là bạn thân của quỷ vương Akura-ou. Ban đầu Tomoe cứu mạng Yukiji chỉ vì muốn trả ơn năm xưa. Trong thời gian chữa bệnh cho Yukiji, mối quan hệ của hai người ngày càng gắn bó. Tomoe sẵn sàng vứt bỏ tự tôn của một yêu quái, từ bỏ cuộc sống giết chóc vô nghĩa và làm phật ý vua quỷ Akura, người anh em kết nghĩa của cậu. Thậm chí Tomoe lấy mắt của Long Thần để chữa lành vết thương cho Yukiji. Tomoe muốn kết hôn với Yukiji, cho dù bệnh tình của cô ngày càng xấu.
Rồi Yukiji đã gặp nạn và qua đời đột ngột, để lại vết thương lớn trong lòng Tomoe. Sau đó, Tomoe đã giết Akura-ou vì hắn đã giết Yukiji. Trong quá khứ anh đã thực hiện một giao ước với vị thần sa ngã Kuromaro nhằm trở thành con người để ở bên Yukiji tuy nhiên không thành công và do ảnh hưởng của lời nguyền độc ác, anh chịu nhiều đau khổ và gần như mất mạng. Sau đó anh gặp Mikage, ông đã thanh tẩy anh và phong ấn kí ức của anh về Yukiji để anh có thể sống, cho Tomoe một mái nhà mới, cơ hội để gặp lại người yêu của anh trong tương lai. Sau đó, anh trở thành linh thần của đền Mikage. Ở ngôi đền của thổ thần, Tomoe chiếm một trí rất quan trọng trong nhóm và biết cách quan hệ, lấy lòng các vị thần tối cao khác. Tomoe là một anh chàng đẹp trai, biết cách chiều chuộng con gái nên các nữ thần và yêu quái đều si mê anh. Lúc đầu anh không chấp nhận việc Nanami làm thổ thần đền Mikage, tuy nhiên, sau đó Tomoe dần dần nhận ra tình cảm của Nanami và cũng nhận ra rằng anh không thể sống thiếu cô và tìm mọi cách để trở thành con người. Tomoe mang vẻ đẹp yêu hồ đầy lôi cuốn và quyến rũ: mái tóc dài trắng muốt, đôi mắt cáo ma mị, nụ cười nhếch mép siêu ngầu, vóc dáng cao ráo trong bộ trang phục truyền thống... Tomoe còn là một tsundere chính hiệu, trong nóng ngoài lạnh, hành động lạnh lùng nhưng thực chất lại hết mực quan tâm. Đọc manga hay xem anime, hẳn nhiên các chị em đều gục ngã trước những hành động dịu dàng ân cần mà Tomoe dành cho Nanami. Tomoe không sến sẩm hay lãng mạn thái quá. Mọi hành động của anh đều rất nhẹ nhàng, trầm lặng song đều rất chân thực, giàu tình cảm. Tomoe không nói những lời hoa mĩ, mồm miệng đôi khi có phần cộc cằn, thỉnh thoảng hờn dỗi vì ghen tuông khi Nanami thân thiết với người khác, thế nhưng trong thâm tâm anh luôn muốn bảo vệ và yêu thương Nanami, làm mọi thứ có thể để khiến cô được hạnh phúc. Từ sau ngày Nanami cứu con bạch xà (Mizuki), anh đã giả làm con người và học chung lớp với Nanami, và sau này ta biết được người anh yêu trong quá khứ không phải là Yukiji mà là Nanami khi cô trở về quá khứ để tìm cách hoá giải lời nguyền cho anh. Sau khi trở thành người anh là một nhân viên cấp cao của một công ty, nhờ có anh mà công ty từ vô danh thành một công ty lớn.
Lồng tiếng: Shinnosuke Tachibana
Kurama (鞍馬)
Cậu là một con Tengu, ở thế giới con người cậu là một ca sĩ nổi tiếng với biệt danh là "thiên thần sa ngã". Sau khi cậu chuyển trường đến học chung lớp với Nanami, cậu tiếp cận cô vì muốn trở thành thổ thần và suýt bị Tomoe biến thành món thịt đà điểu. Sau cùng cậu trở thành bạn của Nanami. Về sau mọi người biết tên thật của cậu là Shinjirou (真寿郎), là con của Soujoubou và đáng lẽ cậu là thủ lĩnh đời thứ tư của núi Kurama nhưng cậu đã rời khỏi ngọn núi 16 năm trước. Cậu rất hay được các cô gái vây quanh và Ami có cảm tình với cậu, nhưng cậu không nhận ra điều đó, tuy nhiên sau này cậu có cảm tình với Ami. Sau khi tốt nghiệp cậu quyết định giải nghệ ở thế giới con người, quay về núi Kurama và sống với các Tengu khác. Trước khi đi cậu hứa với Ami nếu sau này không có ai làm cô hạnh phúc thì cậu sẽ đến đón cô.
Mizuki (瑞希)
Anh là một con bạch xà, lúc đầu là linh thần của đền Yonomori, sau khi ngôi đền bị chìm dưới nước và thần Yonomori biến mất, anh đã cô đơn một thời gian dài. Nanami đã cứu anh (lúc này đang biến hình thành bạch xà) ở trường khỏi đám bạn và anh đã để lại một vết trên cổ tay cô, thông báo rằng anh đã đính ước với cô, tuy nhiên sau đó Tomoe đã cứu Nanami. Về sau anh trở thành linh thần thứ hai của Nanami khi cô bị Isohime lừa. Anh yêu Nanami và thường hay tấn công Tomoe mỗi khi cậu thể hiện cảm xúc với cô, nhưng sau này rất vui khi người Nanami cưới là Tomoe. Tuy có vẻ rất ghét Tomoe nhưng anh cũng rất quý cậu, bằng chứng là khi Tomoe đang bị ảnh hưởng của lời nguyền của vị thần sa ngã, anh rất hay thối thúc thần Mikage cứu cậu ấy. Về sau anh làm chồng của Unari nhằm giúp cô thoát khỏi cảnh cô đơn nhưng cô nhận ra trong lòng anh chỉ có Nanami nên đã để anh đi, anh hứa là mỗi năm sẽ đến thăm cô một ngày. Anh làm rượu sake rất ngon và có một cái lư hương có thời gian, Nanami đã sử dụng nó để du hành về quá khứ.
Lồng tiếng: Nobuhiko Okamoto
Mikage (ミカゲ)
Lúc đầu ông là thổ thần của đền Mikage nhưng đã bỏ đền đi 20 năm và sau đó ông giao vị trí đó lại cho Nanami. Ông không chịu được chó nên có lẽ đó cũng là một trong những lí do ông nhận Tomoe là linh thần. Lí do ông bỏ đền đi là do 20 năm trước ông đã gặp Nanami khi cô du hành thời gian và được cô kể về cách giúp Tomoe thoát khỏi lời nguyền. Sau khi Tomoe nhớ lại những kí ức về Yukiji và lời nguyền được kích hoạt, ông đã quay về đền Mikage để giúp Tomoe và sau đó ông ở lại đền với mọi người. Hoá thân của ông là con bướm.
Akura-ou (悪羅王)
Anh là một con quỷ bất tử, tàn ác và thích giết chóc. Trong quá khứ anh là bạn thân của Tomoe nhưng sau khi giết người mà bạn mình yêu- Yukiji, anh đã bị Tomoe từ mặt. Sau đó anh bị các kamisama giết,tách linh hồn khỏi thể xác và ném xuống âm phủ. Linh hồn anh mắc kẹt dưới yomi nhiều thế kỉ và sau đó nhập vào thân xác của Mori Kirihito. Anh tìm cách lấy lại cơ thể và trả thù Tomoe. Cơ thể thật của anh có khả năng tái tạo liên tục và bị thần linh ném vào một ngọn núi lửa dưới yomi. Lúc đầu anh ghét và coi con người là sinh vật yếu ớt, không mảy may thương xót khi ra tay với họ nhưng sau này nhờ Nanami anh đã thay đổi suy nghĩ về họ và trở thành người tốt. Anh rất kính trọng bà Mori Ako (mẹ của Mori Kirihito). Sau khi quyết định kết thúc cuộc đời để luân hồi chuyển kiếp, bà Ako đã nhận kiếp sau của anh làm con trai.

### Nhân vật phụ
Onikiri (鬼切) và Kotetsu (虎徹)
Hai linh hồn của đền Mikage, họ có nhiệm vụ phục vụ thổ thần đền Mikage.
Ami Nekota (猫田 あみ, Nekota Ami)
Cô là bạn thân của Nanami và có cảm tình với Kurama. Tính cách của cô khá nhút nhát.
Kei Ueshima (上島 ケイ, Ueshima Kei)
Cô là bạn thân của Nanami và là một người rất tự tin. Cô đã hẹn hò với rất nhiều anh chàng tuy nhiên nó thường không bền lâu. Cô cũng rất hay đi chơi để tìm bạn trai cho mình.
Tuy vẫn ế 
Numano Himemiko (沼皇女)
Cô là công chúa của đầm lầy Tatara. Cô đã gặp Kotarou 10 năm trước và yêu cậu. Cô đến gặp Nanami để nhờ cô ấy giúp mình hẹn hò với Kotarou. Nhờ phép thuật của Tomoe, Himemiko cải trang thành con người và hẹn hò thành công với Kotarou. Sau này cô trở thành bạn thân của Nanami và rất ủng hộ chuyện tình cảm của Nanami với Tomoe.
Kotarou Urashima (小太郎・裏嶋, Urashima Kotarou)
Cậu là một cậu bé bình thường và rất nhút nhát, cậu thường cầm theo một khối rubik và chơi nó khi nói chuyện, điều đó giúp cậu bình tĩnh hơn. Cậu hẹn hò với Himemiko và sau này mặc dù biết cô là một youkai nhưng cậu vẫn thích cô.
Aotake (青竹)
Ông là người phục vụ và bảo vệ Himemiko. Lúc đầu ông không ưa Tomoe và đã đánh nhau với cậu, kết quả là ông suýt bị biến thành món cá chiên.
Narukami (鳴神)
Bà là thần sấm sét và có một ngôi đền ở trên trời, sau khi biết tin Nanami là thổ thần mới của đền Mikage và Tomoe là linh thần của cô, bà đã lấy dấu ấn thổ thần của cô và sử dụng cái búa may mắn của thần Ookuninushi để biến Tomoe thành trẻ con nhằm khiến Tomoe thành linh thần của mình. Sau khi Nanami tìm được nơi Tomoe trốn, bà nhận ra không thể bắt Tomoe làm linh thần của mình nên đã sai hai linh thần của mình trả dấu ấn thổ thần lại cho Nanami và nhờ cô trả cây búa lại cho thần Ookuninushi. Bà rất hay ngược đãi linh thần của mình và đã thay rất nhiều linh thần trước đó.
Long Vương (龍王・宿儺 Ryuuou Sukuna)
Ông là người cai trị biển cả và đại dương. Ông có thù với Tomoe từ rất lâu về trước vì cậu đã lấy con mắt phải của ông, vì thế trong một lần nhóm Nanami đi biển ông đã bắt cậu và thỏa thuận với Nanami sẽ thả cậu nếu cô tìm lại con mắt của ông, nhưng sau đó ông đã đổi bằng chiếc haori do vợ ông làm.
Kamehime (亀姫)
Bà là vợ của Long Vương (Ryuuou Sukuna), bà đã mất 7 ngày nhớ thương để làm chiếc haori cho chồng, tuy nhiên nó bị sóng cuốn mất nhưng Mizuki đã tìm lại được. Bà không thích việc chồng mình có thù với Tomoe.
Isohime (磯姫)
Bà là một phù thủy bãi biển chuyên lừa người khác. Nanami đã nhờ bà lấy con mắt Long Vương trong người mình ra và đổi bằng 30 năm tuổi thọ, nhưng bà đã lấy luôn cả dấu ấn thổ thần của cô, và sau đó suýt bị Mizuki giết. Cuối cùng bà cho Nanami và Mizuki hai vé đi taxi rùa đến Ryūgū (nơi ở của Long Vương) để Mizuki tha mạng.
Otohiko (乙比古)
Ông là thần gió và là bạn thân của thần Mikage. Tính cách và cách ăn mặc của ông giống phụ nữ mặc dù ông là một nam thần. Ông có tình cảm với thần Ookuninushi nhưng không được đáp trả vì ông ấy chỉ thích những người phụ nữ thật sự. Ông cho Nanami một quả trứng, yêu cầu cô ấp ra một shikigami và coi đó là bài kiểm tra để xem Nanami có đủ tư cách đến Izumo tham dự cuộc họp hàng năm của các vị thần hay không.
Mamoru (護)
Cậu là shikigami do Nanami ấp ra từ quả trứng mà Otohiko đưa cho. Hình dáng thông thường của cậu là một con khỉ con nhưng cậu có thể biến thành một đứa bé trai. Cậu được đặt tên là Mamoru (bảo vệ) vì Nanami muốn có sức mạnh để bảo vệ mọi người. Khả năng của cậu là thanh tẩy và cậu có thể tạo ra một kết giới để đuổi yêu quái và cả các vị thần sa ngã.
Takehaya Ikusagami
Ông là thần chiến tranh và rất hung dữ. Ông luôn tấn công Tomoe mỗi khi có cơ hội vì nghi ngờ cậu vẫn còn bản tính yêu hồ.
Ookuninushi (大国主)
Ông là thần tài và là chủ nhân của đền Izumo, ông cũng là người tổ chức cuộc họp hàng năm của các vị thần. Ông thích chơi bời với những cô gái đẹp. Sau này ông là người đã biến Tomoe thành người theo nguyện vọng của vị thần sa ngã Kuomaro.
Izanami (イザナミ)
Bà là chủ nhân của Âm ty (yomi). Khuôn mặt thật của bà không thể bị nhìn thấy và luôn có một tấm vải phủ lên mặt bà, tuy nhiên bà có thể giả hình dạng người khác (trong manga bà giả thành Kayako và Ami). Linh thần của bà là Aka-ou.
Mori Kirihito (霧仁)
Cậu là một con người bình thường đã chết trong một trận tuyết lở khi đi trượt tuyết, sau đó linh hồn cậu gặp linh hồn của Akura-ou dưới yomi, cậu nhờ Akura-ou nhập vào thân xác cậu và nói xin lỗi mẹ mình vì cuộc cãi vã hồi sáng. Từ đây Kirihito trong bài viết này đều là Akura-ou.
Yatori (夜烏)
Hắn là thuộc hạ cũ của Akura-ou và sau đó theo Kirihito vì biết đó là cơ thể nơi linh hồn Akura-ou nhập vào. Khát vọng của hắn là hồi sinh Akura-ou và hòa làm một với chủ nhân.
Monjiro và Kikuichi
Hai người là hai shikigami của Kirihito.
Jirou (二郎)
Anh là Tengu đứng đầu núi Kurama khi Soujoubou bị Yatori lấy mất linh hồn. Lúc đầu anh là một người khá đáng sợ nhưng sau khi gặp Nanami ở cây anh đào ngàn năm, anh có cảm tình với cô và đã thay đổi. Về sau anh trở thành thủ lĩnh đời thứ tư của núi Kurama.
Suirou (翆郎)
Anh là một Tengu sống trên núi Kurama. Anh rất yêu quý Kurama và Kurama cũng rất yêu quý anh. Trong quá khứ anh đã mất đi đôi cánh khi cứu Kurama khỏi hang động của Raijiuyuu (quỷ sấm sét) tuy nhiên không hề oán giận Kurama, điều đó khiến cậu cảm thấy rất có lỗi. Anh hiền lành và rất được lòng các Tengu, tuy nhiên do anh ở trên núi quá lâu và chưa gặp cô gái nào trước đó nên lúc đầu gặp Nanami anh thường tránh nhìn và nói chuyện với cô.
Yukiji (雪路)
Cô là người Tomoe yêu trong quá khứ (thật ra là Nanami nhưng cô lại nói dối mình là Yukiji). Trong quá khứ cô là người duy nhất sống sót khi ngôi làng của mình bị yêu quái tấn công, đều đó khiến cô có một mối thù rất sâu đậm với yêu quái, sau đó cô được một lãnh chúa nhận nuôi. Nanami đã gặp cô trong lần về quá khứ cứu Tomoe và cô đã ở nhờ nhà Yukiji. Sau khi cô lấy chồng, cô đã thấy Nanami và Tomoe nói chuyện và sau khi nhà chồng bị Akura-ou giết, cô đã nhờ Tomoe cứu mình. Trong thời gian ở với Tomoe, cô bịt mắt mình lại để cậu không nhận ra mình. Sau đó cô bị bệnh nặng và Tomoe đã cho cô uống con mắt của Long Vương. Cô đã đẻ ra một bé gái, con với người chồng đã mất của cô, và sau đó bị Akura-ou giết. Về sau ta biết Nanami là hậu duệ của Yukiji.
Kuomaro (黒麿)
Bà là vị thần sa ngã sống trên núi Ontake, người đã tạo giao ước với Tomoe nhằm biến cậu thành người nhưng không thành công. Khi Nanami về quá khứ, cô tìm gặp bà và được bà chỉ cho cách hóa giải lời nguyền bằng cách đến nơi bà yên nghỉ và lấy cây trâm, thứ tạo nên giao ước.

### Nhân vật phụ chỉ xuất hiện trong manga và trong ova
Yonomori Mitsuha (夜の森)
Bà là thần của một con sông và là chủ nhân đầu tiên của Mizuki. Khi Nanami về quá khứ để cứu Tomoe khỏi lời nguyền, người đầu tiên mà cô gặp là bà, lúc này là một cô bé chỉ mới làm thần được 1000 ngày, và năng lực còn yếu. Bà cho Nanami một chiếc thuyền để cô xuôi theo con sông và tìm một ngôi làng khác (ngôi làng gần đây đã bị thủy quái tiêu diệt). Trong tương lai nơi ở của bà bị nhấn chìm vì nơi đó xây một con đập, và sau khi người dân bỏ đi hết bà đã biến mất. Bà rất thích hoa mận và hóa thân của bà là hoa mận. Note: trong anime bà có xuất hiện nhưng chỉ trong kí ức của Mizuki chứ không xuất hiện thực sự nên mình cho bà vào phần này.
Kayako Hiiragi (香夜子・柊)
Cô được mệnh danh là một vị thánh sống ở Kyoto và đã tranh tài với Nanami trong bài thi ấp shikigami. Lúc đầu cô khá kiêu căng và coi thường Nanami nhưng sau đó đã trở thành bạn của Nanami. Cô có tình cảm với Kirihito mặc dù biết cậu không phải là con người.
Nishiki Ryouri (錦・竜鯉)
Anh là hoàng tử của đầm lầy Inunaki và có khả năng thanh tẩy nước. Anh có hứa hôn với Himemiko mặc dù hai người chưa từng gặp nhau. Do có mâu thuẫn trước đó với Kotarou, Himemiko quyết định kết hôn với anh. Tuy có cảm tình với cô nhưng sau khi Kotarou xuất hiện ở hôn lễ, anh đã để hai người đi.
Unari (ウナリ)
Cô là người cá cai trị vùng đảo Okinawa. Do khác với những người cá khác, cô luôn dùng chiếc áo choàng lông vũ (một thứ có khả năng bảo vệ người mặc khỏi lửa) để che mặt. Nhờ Mizuki, cô không còn tự ti về ngoại hình nữa và mặc dù có cảm tình với anh, cô đã để Mizuki đi. Cô cho anh chiếc áo choàng lông vũ nhằm bảo vệ anh khỏi lửa hồ ly của Tomoe.

## Truyền thông

### Manga
Kamisama Hajimemashita bắt đầu phát hành đều đặn từ năm 2008 trên ấn bản chuyên về shōjo manga của tạp chí Hana to Yume, phát hành vào ngày thứ 6 cách 2 tuần mỗi tháng. Các chương lẻ sau đó được tập hợp thành tập tankōbon do Hakusensha xuất bản, tập đầu tiên phát hành ngày 19, tháng 11 năm 2008. Nhà xuất bản Bắc Mỹ Viz Media được cấp phép phát hành phiên bản tiếg Anh của manga tại Lễ hội Anime New York.
Tại Việt Nam, bộ manga được nhà xuất bản Trẻ phát hành với tựa đề Thổ thần tập sự, tập 1 ra mắt vào tháng 4 năm 2013